# 舞浜ビジネスサービス
舞浜ビジネスサービス（まいはまビジネスサービス、英: Maihama Business Services Co., Ltd.）は、かつて千葉県浦安市舞浜に存在したオリエンタルランドグループの企業。障害者雇用を担当する同社の特例子会社となっていた。
2009年に舞浜コーポレーションに吸収合併された。

## 概要
- マッサージ、事務代行などの障害者雇用関連事業に加え、発光ダイオード（LED）による葉物野菜の水耕栽培フード事業、千葉県袖ケ浦市にある同社フラワーセンターにて、TDL向け・業務用大口・個人向けの花卉栽培と販売等を行っていた。
- 2007年当時、152人の障害者が雇用されていた。

## 沿革
- 1999年2月4日 - オリエンタルランド（OLC）の100%出資子会社として設立
- 2006年5月1日 - OLCが、東京ディズニーランド（TDL）・東京ディズニーシー（TDS）両パーク内のレストランで使う葉物野菜を、LEDによる水耕栽培で自前供給することを決定し、舞浜ビジネスサービスが栽培工場を建設・運営することを発表
- 2007年
  - 4月 - 水耕栽培施設の建設凍結
  - 12月11日 - 障害者週間に合わせ、明仁天皇・美智子皇后が事業を視察[2][3]
- 2009年
  - 3月 - 水耕栽培施設の建設を断念し、建設途中施設を全て廃棄処分
  - 12月1日 - 舞浜コーポレーションに吸収合併された[1][4]

## 発光ダイオードによる葉物野菜の水耕栽培
- 2006年5月1日、OLCは、TDL・TDS両パーク内のレストランで使う葉物野菜を、LEDによる水耕栽培で自前供給することを決定した。舞浜ビジネスサービスが千葉県袖ケ浦市に植物工場を作り、両パークに2007年春から出荷することとし、LEDを使った葉物野菜の植物工場としては、国内最大級になる見通しであった。
- LED栽培は、工場内に並べた棚の上で葉物野菜を水耕栽培し、日光の代わりにLEDの光を当てる。日光に比べ光合成が促進されるため、例えばレタスなら通常2ヶ月かかるところを約1ヶ月で収穫できるはずだったという。
- 工場は、総工費約10億円で2006年2月にすでに着工済であった。同年12月に稼働し、2007年4月に初出荷が行われた。生産量は年間350トンで、設備がフル稼働となる3年後の2010年頃には、両パーク内で消費する葉物野菜の大半をまかない、周辺のホテルへも供給する予定であった。
- 栽培するのはレタスのほか、ホウレンソウ、ハーブ、水菜など。葉物野菜の価格は天候に左右されやすく、年間280トンを使う東京ディズニーリゾートの悩みの種であった。舞浜ビジネスサービスは「LED栽培という新技術で安定した供給が見込まれる」と話しており、これが工場建設の決め手となっていた。
- なお、葉物野菜工場を建設・技術指導する予定であったコスモプラントは事業を停止しており、2007年6月に破産手続開始決定となり事実上の事業停止となった、他の施工業者での事業継続の検討に入ったが、代替の施工業者が決まらなかったため、事業を断念し工場資産の廃棄処分を決定、特別損失をOLCが2009年3月期決算で計上、水耕栽培事業は失敗に終わった。